# Enrico Ciccone
Enrico Pasquale Ciccone (* 10. April 1970 in Montreal, Québec) ist ein ehemaliger italo-kanadischer Eishockeyspieler, der im Verlauf seiner aktiven Karriere zwischen 1987 und 2000 unter anderem 387 Spiele für die Minnesota North Stars, Washington Capitals, Tampa Bay Lightning, Chicago Blackhawks, Carolina Hurricanes, Vancouver Canucks und Canadiens de Montréal in der National Hockey League (NHL) auf der Position des Verteidigers bestritten hat. Ebenso spielte Ciccone, der den Spielertyp des Enforcers verkörperte, in der Saison 1999/2000 für die Moskitos Essen in der Deutschen Eishockey Liga (DEL).

## Karriere
Ciccone begann seine Karriere als Eishockeyspieler in der kanadischen Juniorenliga Ligue de hockey junior majeur du Québec (LHJMQ), in der er von 1987 bis 1990 für die Cataractes de Shawinigan und Draveurs de Trois-Rivières aktiv war. Anschließend wurde er im NHL Entry Draft 1990 in der fünften Runde als insgesamt 92. Spieler von den Minnesota North Stars aus der National Hockey League (NHL) ausgewählt. In der Saison 1991/92 gab der Verteidiger für die North Stars sein Debüt in der NHL, nachdem er bereits im Vorjahr für deren Farmteam Kalamazoo Wings in der International Hockey League (IHL) aufgelaufen war. Von 1993 bis 1999 blieb der Verteidiger nie über einen längeren Zeitraum bei einem NHL-Franchise, sondern er spielte nacheinander für die Washington Capitals, Tampa Bay Lightning, Chicago Blackhawks, Carolina Hurricanes, Vancouver Canucks sowie erneut Tampa Bay und Washington. 
Für die Saison 1999/2000 wurde Ciccone von den Moskitos Essen aus der Deutschen Eishockey Liga (DEL) verpflichtet, für die er allerdings nur 14 Spiele bestritt, in denen er vier Vorlagen gab. Zur Saison 2000/01 erhielt der Kanadier noch einmal die Möglichkeit in seiner Heimatstadt bei den Canadiens de Montréal zu spielen. Nachdem er zu Saisonbeginn jedoch nur sporadisch eingesetzt wurde – er bestritt drei Spiele für Montréal in der NHL und zwei für deren Farmteam aus der American Hockey League (AHL), die Citadelles de Québec – gab er am Anfang Dezember 2000 offiziell sein Karriereende bekannt.

## Karrierestatistik
(Legende zur Spielerstatistik: Sp oder GP = absolvierte Spiele; T oder G = erzielte Tore; V oder A = erzielte Assists; Pkt oder Pts = erzielte Scorerpunkte; SM oder PIM = erhaltene Strafminuten; +/− = Plus/Minus-Bilanz; PP = erzielte Überzahltore; SH = erzielte Unterzahltore; GW = erzielte Siegtore; 1 Play-downs/Relegation; Kursiv: Statistik nicht vollständig)